# Filmski producent
Filmski producent (poklic in funkcija) je hierarhično gledano ključna oseba, ki sodeluje pri izdelavi filma in ima celovito kreativno, tehnično in marketinško kontrolo nad avdiovizualnim projektom. Producentove primarne naloge so, da najde pravi scenarij, ga odkupi (oziroma rezervira pravice) in ga razvije skupaj s scenaristom (oziroma z več scenaristi) do zadovoljive mere (da ima bodisi komercialne bodisi artistične prodajne kvalitete) in nato poišče primerne investitorje, pri tem pa pazi, da kasneje v globokih fazah produkcije, ne prekorači proračuna. Filmu najde tudi distributerja (torej film proda množični javnosti) in spremlja njegovo finančno in prodajno pot še dolgo po tem, ko preostalih članov filmske ekipe ni več pri projektu. 

## Razlike med evropskim in ameriškim producentom
V evropski proizvodnji ima po navadi glavno besedo režiser in mu producent več ali manj pomaga in se v kreativnost ne vmešava - drugače pa je pri ameriški filmski industriji, kjer mora producent zaradi večjega pritiska po finančnem uspehu, imeti tudi kompetence v marketingu. Pri evropski produkciji je režiser idejni pobudnik projekta, za razliko od ameriške produkcije, kjer producent v večini prvi razvije projekt in v prvi fazi tudi poišče denar - torej film proda bodisi distributerju, studiu, ki je tudi distributer, prodajnemu agentu ali drugemu akterju - še preden preide v množično javno uporabo.
Glavna razlika je tudi vprašanje avtorstva. Evropski producent si po evropski zakonodaji ne lasti avtorskega dela sam (lasti si ga z režiserjem, ki je glavni avtor), medtem ko je v ameriški filmski industriji producent vedno avtor in lastnik avtorskega dela, saj je prva oseba, ki ne samo odkupi ali rezervira pravice do uporabe scenarija in na začetku tvega lastna denarna sredstva, temveč projekt razvija in je vanj vpet tudi kreativno. Iz tega razloga tudi Oskarja za najboljši film prejmejo producenti. Producentova dolžnost je, da v filmu prepozna kvaliteto, s tem nedvomno posega v kreativne odločitve v vseh fazah produkcije, če meni, da bodo le-te pripomogle k večji prodaji in prepoznavnosti filma.
Ena izmed pomembnejših faz filmskega projekta za producenta je faza razvoja.